# Pampayasta Sud
Pampayasta Sud es una localidad situada en el departamento Tercero Arriba, provincia de Córdoba, Argentina.
Está compuesta por 1371 habitantes según censo 2022 frente a los 1 212 habitantes (Indec, 2010) y se encuentra situada en el cruce de las rutas provinciales RP 2 y RP 10, a 120 km de la ciudad de Córdoba.
El Río Tercero atraviesa la localidad, brindando lugares para balnearios muy concurridos por los habitantes de la zona y otras localidades aledañas.
En esta localidad nació en 1780 Manuel López, ganadero y militar argentino que fue gobernador de la provincia de Córdoba durante 17 años, como aliado incondicional de Juan Manuel de Rosas. Es casi desconocido en la historia argentina, incluso en Córdoba.

## Economía
La principal actividad económica es la agricultura y la ganadería, ya que la localidad no cuenta con industrias actualmente.
Entre sus principales atractivos se encuentran los balnearios situados a la vera del río anteriormente nombrado, que es muy caudaloso y permite realizar actividades como la pesca, la natación, etc.
La localidad cuenta con dos campings cercanos a los balnearios, restaurantes y confiterías.
Otro atractivo es la exposición permanente del artista plástico Molina Rosa, que se lleva a cabo en el Museo de Arte que lleva su nombre en el olvido de sus habitantes se cuenta las antiguas capillas de San José, ubicada en el centro de la población, la cual consta de dos manzanas, a pocos kilómetros hacia el este y por el camino de la costa norte del río tercero, se encuentra la capilla de Las Mercedes que data del año 1880 aproximadamente, y frente a ella el antiguo cementerio, que hoy, perdido en el monte, y que alguna mano dañina trata de hacerlo figurar como cementerio parque, monumento histÓrico hermoso para quienes aman esa localidad, siguiendo por ese camino de la costa norte y a unos diez kilómetros más se encuentra otra capilla, también de la misma época, y a unos veinte kilómetros, siempre por el mismo camino de la costa y hacia el este, el campo de yucat, propiedad del arzobispado, esos campos, antaño estaban llenos de gente trabajadora rural y que el progreso lo ha convertido en campos de soja, vacíos de habitantes y sus antiguos edificios olvidados, mantenidos solo por la voluntad de algunos colonos; solo amando ese terruño se lo puede recorrer y conocer sus antiguos edificaciones, como el boliche de Mosquera, ya existente a principios del 1900, y el cual está en pie, la escuela Fontana, el boliche de Sitto, etc.
El progreso, según los productores agropecuarios los hizo derrumbar el edificio del boliche de molino del gallo, en proximidades del paso de ferreyra, antiguo camino a Córdoba.

## Geografía

### Sismicidad
La sismicidad de la región de Córdoba es frecuente y de intensidad baja, y un silencio sísmico de terremotos medios a graves cada 30 años en áreas aleatorias. Sus últimas expresiones se produjeron:
Población 

| Gráfica de evolución demográfica de Pampayasta Sud entre 2010 y 2022 |
|                                                                      |
| Fuente: Censos nacionales del INDEC                                  |

- 22 de septiembre de 1908 (116 años), a las 17.00 UTC-3, con 6,5 Richter, escala de Mercalli VII; ubicación 30°30′0″S 64°30′0″O / -30.50000, -64.50000; profundidad: 100 km; produjo daños en Deán Funes, Cruz del Eje y Soto, provincia de Córdoba, y en el sur de las provincias de Santiago del Estero, La Rioja y Catamarca[3]

- 16 de enero de 1947 (78 años), a las 2.37 UTC-3, con una magnitud aproximadamente de 5,5 en la escala de Richter (terremoto de Córdoba de 1947)[2]

- 28 de marzo de 1955 (70 años), a las 6.20 UTC-3 con 6,9 Richter: además de la gravedad física del fenómeno se unió el desconocimiento absoluto de la población a estos eventos recurrentes (terremoto de Villa Giardino de 1955)

- 7 de septiembre de 2004 (20 años), a las 8.53 UTC-3 con 4,1 Richter

- 25 de diciembre de 2009 (15 años), a las 21.42 UTC-3 con 4,0 Richter